# Peter Wilhelm Janssen

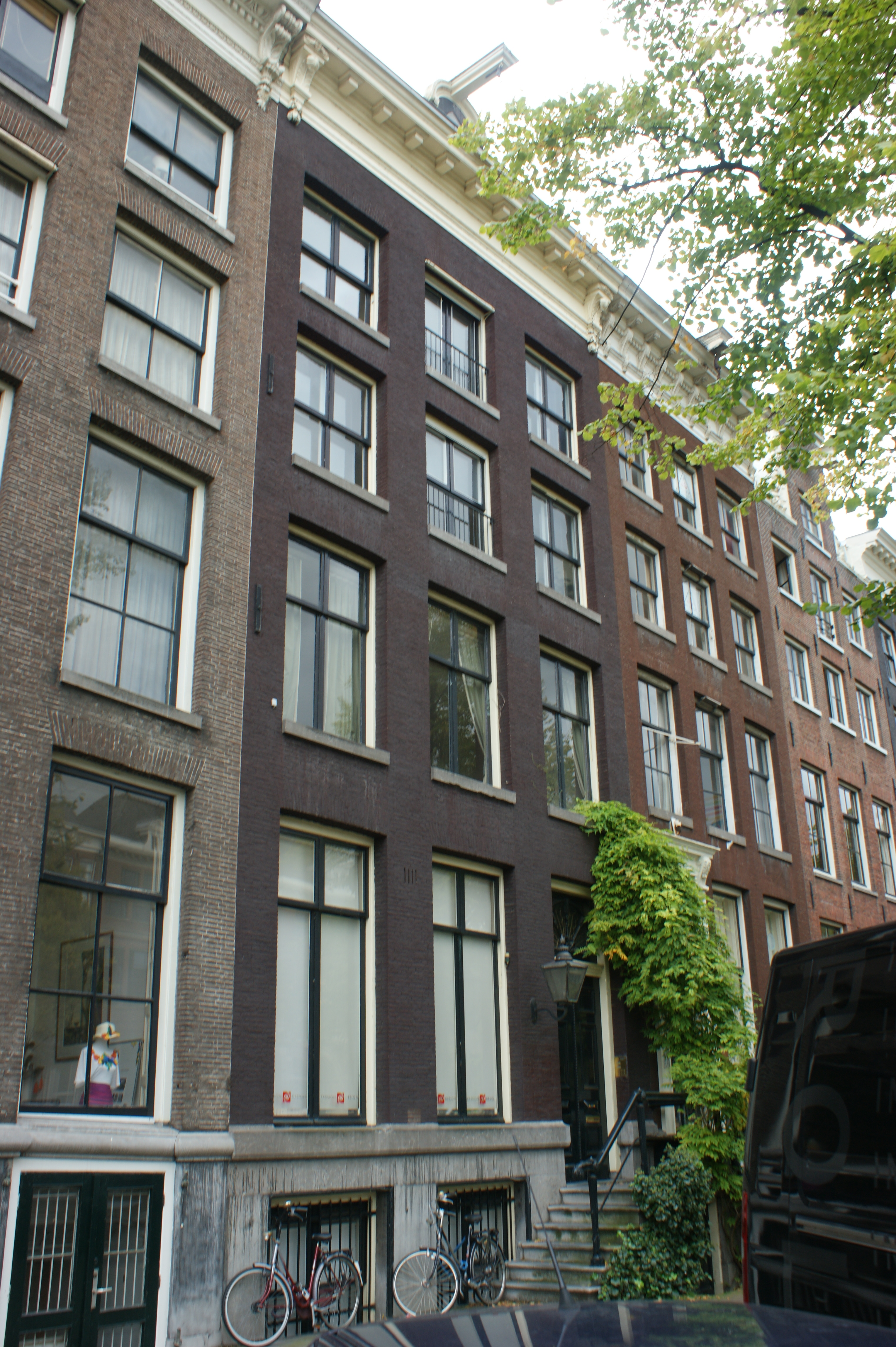
Keizersgracht 688

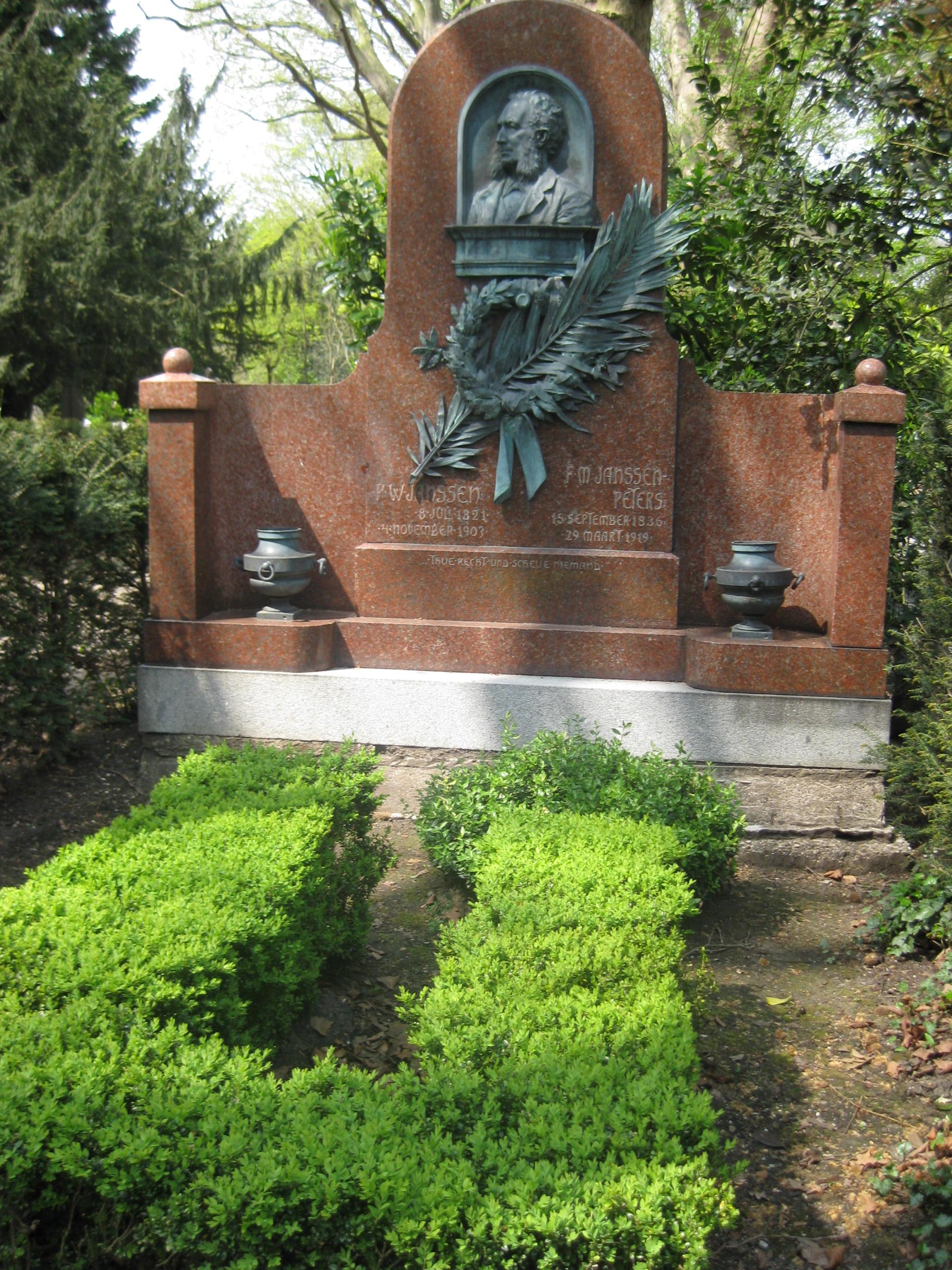
Het grafmonument van P.W. Janssen op Zorgvlied

Peter Wilhelm Janssen (Wangerooge, 8 juli 1821 - Amsterdam, 4 november 1903) was een Nederlands ondernemer en filantroop. Hij was een van de oprichters van de Deli Maatschappij.

## Leven en werk
Janssen werd geboren op het waddeneiland Wangeroog(e) (destijds onderdeel van het Duitse groothertogdom Oldenburg) als de oudste zoon van eilandvoogd Carl Anton Janssen en Elisabeth Andreae. Na zijn schoolopleiding in Oldenburg, vertrok hij in 1836, op vijftienjarige leeftijd, naar Bremen, waar hij ging werken op een handelskantoor, gespecialiseerd in onder andere tabak. In 1843 verhuisde hij naar Amsterdam, waar hij in dienst trad bij de firma Lavino. Vanaf 1848 ging hij zelf ondernemen. In 1850 associeerde hij zich met de graanhandelaar Barnstorff, met wie hij tot 1863 zou samenwerken. Zij leggen zich aanvankelijk toe op de lucratieve graanhandel met Odessa in Rusland. In 1865 liet hij zich tot Nederlander naturaliseren. Janssen bleef graanhandelaar tot 1867. In dat jaar kwam hij in aanraking met de op Java gestationeerde tabaksplanter Jacob Nienhuys. Nienhuys had "ontdekt" dat er in de streek Deli, aan de noordkust van het eiland Sumatra, in het toenmalige Nederlands-Indië, op de vruchtbare vulkanische grond tabaksbladeren van zeer hoge kwaliteit konden worden verbouwd.
Janssen en Nienhuys besloten samen een plantage te beginnen in Deli. Janssen, die reeds een behoorlijk vermogen had opgebouwd met de graanhandel op de Oostzee-landen, investeerde de benodigde fl. 30.000,-. De eerste oogst in 1868 bracht fl. 37.000 nettowinst op. In 1869 richtten Nienhuys en Janssen op 28 oktober 1869 gezamenlijk de Deli Maatschappij op. Het hoofdkantoor kwam in Medan. Ook de Nederlandsche Handel Maatschappij (NHM) wordt aandeelhouder van de onderneming. Janssen zorgde voor de verkoop van de tabak vanuit Amsterdam, terwijl Nienhuys de plantages ter plekke bestuurde. Dit gebeurde in een periode dat op Java het cultuurstelsel net was afgeschaft en particuliere ondernemers de grondexploitatie overnamen. De koelie-ordonnantie stond ondernemers toe om op hun plantages als politie en rechter op te treden. Rond 1870 moest Jacob Nienhuis de Sumatraanse oostkust verlaten om een aanklacht voor het doodgeselen van zeven koelies te ontlopen. De 24-jarige Jacob Theodoor Cremer zou Nienhuys opvolgen als administrateur. De verkoop gebeurde bij inschrijving, een nieuwe methode. Janssen bleef directeur tot 1898, toen hij wegens zijn leeftijd ontslag nam. Na zijn ontslag bleef hij tot zijn dood aan als commissaris. Hij is in zijn leven nooit in Indië geweest.
Janssen is zeer vermogend geworden. Hij huldigde echter de opvatting dat het een kwestie van geluk was geweest, dat de Deli Maatschappij hem zo rijk had gemaakt. Hij vond daarom dat zijn geld ook aan anderen ten goede moest komen. In zijn tijd is hij dan ook vooral beroemd geworden door het grote aantal goede doelen die hij oprichtte, bestuurde of financieel steunde. De Bouwonderneming Jordaan NV is slechts een van de vele voorbeelden. Ook in de provincie Friesland zette hij zich in en in zijn laatste levensjaar 1903 richtte hij P.W. Janssen's Friesche Stichting op.
Janssen trouwde op 24 april 1856 met Folmina Margaretha Peters (1836-1919), bij wie hij 2 zonen en 5 dochters had. Folmina's vader was ook afkomstig uit Duitsland en net als zijn schoonzoon lid van de Evangelisch-Lutherse kerk. Drie jaar later verhuisde het gezin van Herengracht 215 naar Keizersgracht 688. Zijn oudste zoon Christian Wilhelm Janssen zou zijn vader zowel op zakelijk als op charitatief gebied navolgen. Zijn tweede zoon, August Janssen, zou hem vooral op zakelijk gebied navolgen.
Janssen ligt begraven op Zorgvlied, tegenwoordig in Amsterdam; zijn grafmonument is een rijksmonument. Op het Bellamyplein in Amsterdam staat in een plantsoen sinds 1908 het Monument Peter Wilhelm Janssen. Aan de Da Costastraat staat het P.W. Janssenhofje dat grotendeels door hem gefinancierd is.